# ولسوالی یمگان
یمگان  (انگلیسی: Yamgan District) یکی از ولسوالی‌های ۲۹ گانه ولایت بدخشان در شرق افغانستان است. در سال ۲۰۰۵ از بخشی از ولسوالی بهارک ایجاد شد و تقریباً ۲۰۰۰۰ نفر ساکن هستند که اکثراً اسماعیلیه هستند.
گفته می‌شود ناصر خسرو در روستای در یمگان درگذشته و مدفن او در این مکان است. در توضیح این واژه در لغت‌نامه دهخدا چنین آمده است:
یمگان [ ی َ / ی ُ ] (اِخ) یمگان دره. از اعمال بدخشان است و منفی و مدفن ناصرخسرو علوی بدانجاست. یمغان.
یمکان. (یادداشت مؤلف). نام قصبه‌ای است از بدخشان که بر سمت کاشغر واقع است. گویند مدفن حکیم ناصرخسرو در آنجاست و بعضی گویند در سه روزهٔ آنجاست. (برهان). تبدیل یمگان به یمغان و تعریب به ینبقان مؤید رجحان گاف است بر کاف. بنابه نوشتهٔ محمدنادرخان در کتاب «راهنمای قطغن و بدخشان» درهٔ یمگان درهٔ ممتدی است مشتمل بر قریب ۱۲ قطعه آبادی، و بلوک یمگان به عنوان «تکاب یمگان» از مضافات قصبهٔ جرم محسوب و مشتمل بر ۲۳ قشلاق است که جمعاً ۲۶۸۰ خانه و قریب ۲۰۰۰۰ نفر نفوس دارد و ازقصبهٔ جرم تا دهان «تنکی کران» یمگان گفته می‌شود. وقصبهٔ جرم از فیض آباد که مرکز بدخشان است شش الی هفت فرسخ فاصله دارد. یکی از آبادیهای یمگان به نام «زیارت حضرت سید» موسوم است و احتمال دارد قبر ناصرخسرو باشد. برخی اهالی اطراف جرم، شیعهٔ آغایی خانی (یعنی اسماعیلیهٔ آقاخانی) هستند. (از حاشیهٔ برهان چ معین) :هنگام حمله چنگیز کل اهالی یمگان به کمک ارتش خوارزمشاهی شتافتند
اگر خوار است و بیمقدار یمگان
مرا اینجا بسی عز است و مقدار
ناصرخسرو.
منگر بدان که در ده یمگان
محبوس کرده‌اند مجانینم.
ناصرخسرو.
من به یمگان به بیم و خوار و به جرم
ایمنند آنکه دزد و میخوارند.
ناصرخسرو.
ناصرخسرو چو در یمگان نشست
آه او از چرخ این کیوان گذشت.
عطار.
گوشهٔ یمگان گرفت و کنج کوه
تا نبیند روی شوم آن گروه.
عطار.

## تاریخچه
در طول جنگ داخلی افغانستان، این منطقه از سال ۲۰۱۵ تا ۲۰۱۹ تحت نفوذ طالبان بود، در سپتامبر همان سال، نیروهای امنیت ملی افغانستان اعلام کردند که کنترل کامل آن را در اختیار دارند. در اواخر مارس ۲۰۲۰ این ولسوالی به طور کامل به تصرف طالبان درآمد.

## منبع‌ها
1. ↑  علی‌اکبر دهخدا و دیگران، «یمگان» در لغت‌نامهٔ دهخدا (بازبینی شده در ۵ مهر ۱۳۹۲).
2. ↑  «Nasir Khusraw Shrine». geoview.info. دریافت‌شده در ۵ مهر ۱۳۹۲.
3. ↑  «Dashti Gharmi Bazaar in Yomgan». geoview.info. دریافت‌شده در ۵ مهر ۱۳۹۲.[پیوند مرده]
4. ↑  «Taliban capture Badakhshan district, killing 10 | Ariana News». www.ariananews.af (به انگلیسی). ۲۰۲۰-۰۳-۲۸. دریافت‌شده در ۲۰۲۴-۰۴-۱۳.

- مشارکت‌کنندگان ویکی‌پدیا. «Yamgan District». در دانشنامهٔ ویکی‌پدیای انگلیسی، بازبینی‌شده در ۲۱ دی ۱۳۹۰ خورشیدی.